# Hind Bensari
Hind Bensari ( árabe : هند بن ساري; Casablanca,Marruecos,  1987) es una cineasta marroquí. Conocida como directora que realizó documentales aclamados por la crítica: 475: Break the Silence y We Could Be Heroes.

## Biografía
Aunque nació Casablanca, Marruecos, creció en Londres. Hind Bensari se graduó en la Universidad de Edimburgo en Economía y Estudios de Oriente Medio y posee además un certificado en Economía Política Internacional de la Escuela de Economía y Ciencias Políticas de Londres.
Casada con un empresario danés y actualmente vive en Dinamarca.

## Trayectoria profesional
En 2014, regresó a Marruecos para realizar su primer cortometraje documental 475: Break the Silence. Ha contribuido a un movimiento en Marruecos que logró derogar una nueva ley que permitía a los hombres acusados de violación casarse con sus víctimas. La película obtuvo elogios de la crítica del New York Times y del canal ARD de Alemania, y fue una sensación en Internet. También rompió el récord de audiencia en 2M TV en Marruecos y se transmitió en otros países, incluidos Dinamarca, Portugal, Canadá y se vendió para más de 20 canales en todo el mundo. Hind  Bensari es oradora de TEDx.
El 2 de mayo de 2018, estrenó la película We Could Be Heroes, en el Festival Internacional de Cine Documental de Canadá Hot Docs. La película se basa en la historia de dos amigos discapacitados, Azzedine y Youssef, que sueñan con escapar de la prisión y competir en los Juegos Paralímpicos de Río.

## Filmografía
| Año  | Película               | Role     | Género                  | Árbitro. |
| ---- | ---------------------- | -------- | ----------------------- | -------- |
| 2014 | 475: Rompe el silencio | Director | cortometraje documental | [ 6 ]    |
| 2018 | Podríamos ser héroes   | Director | documental              | [ 7 ]    |

## Premios y reconocimientos
Con la película We Could Be Heroes
- Ganó el Premio del Jurado en el Festival Internacional de Documentales de Canadá Hot Docs .[4]
- El "Premio al Mejor Documental Internacional" en el Festival Internacional de Cine de Toronto, convirtiéndose en el primer cineasta africano en recibir el premio.[8]
- El Gran Premio en el Festival Nacional de Cine de Tánger .[9]